# Tōyō (Kōchi)
Pour les articles homonymes, voir Toyo.
Tōyō (東洋町, Tōyō-chō) est un bourg du district d'Aki, dans la préfecture de Kōchi au Japon.
Au 1er mai 2015, la population s'élevait à 2 563 habitants répartis sur une superficie de 74,06 km2.